# Данилевич Роман Миколайович
Данилевич Роман Миколаєвич (10 жовтня 1980, село Облапи, Ковельський район Волинська область — 25 серпня 2014, Кутейникове, Донецька область, Україна)  — український військовик 51-ї окремої механізованої бригади. Загинув в ході україно-російської війни 25 серпня 2014 року у боях з російськими бойовиками в Іловайському котлі.

## Біографія
Роман Данилевич народився 10 жовтня 1980 року на Волині в селі Облапи. Проживав у Ковелі. Був мобілізований до лав армії. Потрапивши до 51-ї окремої механізованої бригади, був вишколений на оператора-геодезиста. І, як солдат, сумлінно служив та виконував накази по службі.
Загинув Роман Данилевич в ніч на 25 серпня в бою за Іловайськ (Донецька область) в районі села Кутейникове. 3-й батальйон 51 окремої бригади опинився в оточенні біля сіл Березне[уточнити] та Оленівка[уточнити]. Потрапивши під постійний артобстріл регулярних російських військ, батальйон зазнав значних втрат. Тоді ж загинув Дмитро Момотюк.
За іншою інформацією, Роман Данилевич загинув 24 серпня в районі села Многопілля, коли був завданий удар по позиціях українських мінометників. Тоді вантажівка з боєприпасами загорілася та вибухнула, в результаті чого військовий загинув разом з шістьма іншими.
Родина Данилевичів два тижні шукала тіло Романа. Поховали його в рідному селі 9 вересня 2014 року.
|  | Рому, якого шукали сотні людей ще з 24 серпня… Шлях додому був довгий… Смерть від осколку, морг Старобешєво, морг Волновахи (в якому тіло сплутали і передали замість Мелітополя, куди поїхав брат на опізнання, в Мариуполь), морг Маріуполя, морг Дніпра. |

Без Романа лишилася мама Людмила Данилевич, брат, дружина та донька.

## Нагороди
- За особисту мужність і героїзм, виявлені у захисті державного суверенітету та територіальної цілісності України, вірність військовій присязі під час російсько-української війни відзначений — нагороджений орденом «За мужність» III ступеня (4.6.2015, посмертно).
- 22 травня 2015 року, в річницю бою під Волновахою, у Ковелі урочисто відкрито пам'ятну стелу в честь жителів міста та району, які загинули під час російсько-української війни — Олександра Артемука, Станіслава Максимчука, Павла Редьковича, Олександра Абрамчука, Андрія Мостики, Олексія Тарасюка, Андрія Омелянюка, Олександра Ярмолюка, Анатолія Шиліка, Сергія Дем'яника, Андрія Задорожнього та Романа Данилевича.[4][5]
- Ковельська міська рада ухвалила рішення присвоїти новозбудованій вулиці в районі вулиці Лісової ім'я Романа Данилевича.[6][7]
- Його портрет розміщений на меморіалі «Стіна пам'яті полеглих за Україну» у Києві: секція 3, ряд 9, місце 7
- Вшановується 24 серпня на щоденному ранковому церемоніалі вшанування українських захисників, які загинули цього дня у різні роки внаслідок російської збройної агресії[8]